# .jobs
.jobs — загальний домен верхнього рівня для сайтів з набору співробітників для компаній. Затверджено ICANN 8 квітня 2005 року у рамках другої групи пропозицій щодо створення нових доменів першого рівня. Реєстрація почалася наприкінці того ж року.
Правила реєстрації передбачають перевірку заявок на реєстрацію, тому реєстрація у режимі реального часу, на відміну від більшості інших доменів, неможлива.
Передбачається, що домен є більш зручним способом для тих, хто шукає роботу у тій чи іншій компанії, ніж існуюче на даний час нестандартизована різноманітність розташувань розділу вакансій на корпоративних сайтах. Так, наприклад, у компанії Example замість http://www.example.com/navigation/jobs розділ вакансій може розташовуватися за адресою http://example.jobs.